# Morsø Kommune
Morsø Kommune i Viborg Amt blev dannet ved kommunalreformen i 1970. Ved strukturreformen i 2007 forblev kommunens omfang uændret, men den kom under Region Nordjylland.
Kommunen omfatter øen Mors med Agerø i Limfjorden.

## Byer
| Kommunens største byer |               |                   |
| Nr                     | By            | Indbyggere (2025) |
| 1                      | Nykøbing Mors | 8.859             |
| 2                      | Øster Jølby   | 700               |
| 3                      | Vils          | 452               |
| 4                      | Sundby Mors   | 417               |
| 5                      | Erslev        | 383               |
| 6                      | Sejerslev     | 327               |
| 7                      | Frøslev       | 248               |
| 8                      | Tødsø         | 248               |
| 9                      | Lødderup      | 232               |
| 10                     | Vodstrup      | 225               |
| 11                     | Karby         | 215               |
| 12                     | Redsted       | 202               |

## Kommunalreformen
Nykøbing Mors havde været købstad, men det begreb mistede sin betydning ved kommunalreformen. 14 sognekommuner blev lagt sammen med Nykøbing Mors Købstad til Morsø Kommune:
| Kommune                    | Folketal 1. januar 1970 | Byer                      |
| -------------------------- | ----------------------- | ------------------------- |
| Nykøbing Mors Købstad      | 8.717                   | Nykøbing Mors             |
| Alsted-Bjergby             | 681                     | Bjergby                   |
| Dragstrup-Skallerup        | 567                     |                           |
| Flade-Sønder Dråby         | 906                     |                           |
| Frøslev-Mollerup           | 828                     | Frøslev                   |
| Galtrup-Øster Jølby        | 1.028                   | Øster Jølby               |
| Karby-Hvidbjerg-Redsted    | 2.307                   | Karby og Redsted          |
| Ljørslev-Ørding            | 887                     |                           |
| Lødderup-Elsø              | 1.432                   | Lødderup                  |
| Sejerslev-Ejerslev-Jørsby  | 1.539                   | Sejerslev                 |
| Solbjerg-Sundby Mors       | 1.343                   | Sundby Mors               |
| Tæbring-Ovtrup-Rakkeby     | 959                     |                           |
| Tødsø-Erslev               | 1.574                   | Tødsø, Vodstrup og Erslev |
| Vejerslev-Blidstrup        | 1.066                   | Vils                      |
| Øster Assels-Vester Assels | 1.253                   | Øster Assels              |
| I alt                      | 25.087                  |                           |

## Sogne
Morsø Kommune bestod af følgende sogne:
- Alsted Sogn (Morsø Nørre Herred)
- Bjergby Sogn (Morsø Nørre Herred)
- Blidstrup Sogn (Morsø Sønder Herred)
- Dragstrup Sogn (Morsø Nørre Herred)
- Ejerslev Sogn (Morsø Nørre Herred)
- Elsø Sogn (Morsø Sønder Herred)
- Erslev Sogn (Morsø Nørre Herred)
- Flade Sogn (Morsø Nørre Herred)
- Frøslev Sogn (Morsø Sønder Herred)
- Galtrup Sogn (Morsø Nørre Herred)
- Hvidbjerg Sogn (Morsø Sønder Herred)
- Jørsby Sogn (Morsø Nørre Herred)
- Karby Sogn (Morsø Sønder Herred)
- Ljørslev Sogn (Morsø Sønder Herred)
- Lødderup Sogn (Morsø Sønder Herred)
- Mollerup Sogn (Morsø Sønder Herred)
- Nykøbing M Sogn (Morsø Sønder Herred)
- Ovtrup Sogn (Morsø Sønder Herred)
- Rakkeby Sogn (Morsø Sønder Herred)
- Redsted Sogn (Morsø Sønder Herred)
- Sejerslev Sogn (Morsø Nørre Herred)
- Skallerup Sogn (Morsø Nørre Herred)
- Solbjerg Sogn (Morsø Nørre Herred)
- Sundby Sogn (Morsø Nørre Herred)
- Sønder Dråby Sogn (Morsø Nørre Herred)
- Tæbring Sogn (Morsø Sønder Herred)
- Tødsø Sogn (Morsø Nørre Herred)
- Vejerslev Sogn (Morsø Nørre Herred)
- Vester Assels Sogn (Morsø Sønder Herred)
- Ørding Sogn (Morsø Sønder Herred)
- Øster Assels Sogn (Morsø Sønder Herred)
- Øster Jølby Sogn (Morsø Nørre Herred)

## Politik

### Mandatfordeling
| 7 | 3 | 1 | 10 |

| 21 |

| 6 | 3 | 1 | 10 | 1 |

| 19 |

| 8 | 2 | 2 | 7 | 2 |

| 19 |

| 7 | 1 | 1 | 8 | 4 |

| 18 | 3 |

| 8 | 1 | 1 | 9 | 2 |

| 17 | 4 |

| 9 | 2 | 1 | 6 | 3 |

| 14 | 7 |

| 8 | 6 | 1 | 5 | 1 |

| 15 | 6 |

| 8 | 1 | 4 | 4 | 4 |

| 15 | 6 |

| 9 | 8 | 3 | 1 |

| 18 | 3 |

| 10 | 3 | 4 | 1 | 3 |

| 16 | 5 |

| 8 | 2 | 2 | 2 | 6 | 1 |

| 18 | 3 |

| 7 | 1 | 1 | 8 | 4 |

| 17 | 4 |

| 6 | 2 | 12 | 1 |

| 14 | 7 |

| 6 | 1 | 1 | 1 | 11 | 1 |

| 17 | 4 |

| 6 | 1 | 1 | 11 | 1 | 1 |

| 17 | 4 |

### Nuværende byråd
| Navn                              | Parti                                  |
| --------------------------------- | -------------------------------------- |
| Hans Ejner Bertelsen (Borgmester) | Venstre - 11 mandater                  |
| Jesper Balle Kristensen           | Venstre - 11 mandater                  |
| Henning Sørensen                  | Venstre - 11 mandater                  |
| Charlotte Amalie Holm             | Venstre - 11 mandater                  |
| Tage Andersen                     | Venstre - 11 mandater                  |
| Henrik Kristensen                 | Venstre - 11 mandater                  |
| Ansgar Nygaard                    | Venstre - 11 mandater                  |
| Peter Therkildsen                 | Venstre - 11 mandater                  |
| Søren Goul                        | Venstre - 11 mandater                  |
| Peter Lillebæk                    | Venstre - 11 mandater                  |
| Rasmus Christensen                | Venstre - 11 mandater                  |
| Tore Müller                       | Socialdemokratiet - 6 mandater         |
| Jens Dahlgaard                    | Socialdemokratiet - 6 mandater         |
| Pia Storm                         | Socialdemokratiet - 6 mandater         |
| John Christiansen                 | Socialdemokratiet - 6 mandater         |
| Poul Kristensen                   | Socialdemokratiet - 6 mandater         |
| Niels Kristian Østergaard         | Socialdemokratiet - 6 mandater         |
| Meiner Nørgaard                   | Dansk Folkeparti - 1 mandat            |
| Poul Roesen                       | Det Konservative Folkeparti - 1 mandat |
| Jette Jepsen                      | Radikale Venstre - 1 mandat            |
| Ellen Philipsen Dahl              | Demokratisk Balance - 1 mandat         |

| Navn            | Skiftet fra      | Skiftet til          | Dato               |
| --------------- | ---------------- | -------------------- | ------------------ |
| Meiner Nørgaard | Dansk Folkeparti | Løsgænger            | 30. september 2022 |
| Meiner Nørgaard | Løsgænger        | Danmarksdemokraterne | 3. marts           |

### Byråd 2018-2022
| Navn                              | Parti                          |
| --------------------------------- | ------------------------------ |
| Hans Ejner Bertelsen (Borgmester) | Venstre - 12 mandater          |
| Jette Jepsen                      | Venstre - 12 mandater          |
| Henning Sørensen                  | Venstre - 12 mandater          |
| Lene Svenningsen                  | Venstre - 12 mandater          |
| Ansgar Nygaard                    | Venstre - 12 mandater          |
| Henrik Jensen                     | Venstre - 12 mandater          |
| Klaus Hvidtfeldt Larsen           | Venstre - 12 mandater          |
| Peter Therkildsen                 | Venstre - 12 mandater          |
| Peter Lillebæk                    | Venstre - 12 mandater          |
| Hanne Haldrup                     | Venstre - 12 mandater          |
| Anja Birch Alsøer                 | Venstre - 12 mandater          |
| Tage Andersen                     | Venstre - 12 mandater          |
| Viggo Vangsgaard                  | Socialdemokratiet - 6 mandater |
| Pia Storm                         | Socialdemokratiet - 6 mandater |
| John Christiansen                 | Socialdemokratiet - 6 mandater |
| Jens Dahlgaard                    | Socialdemokratiet - 6 mandater |
| Tore Müller                       | Socialdemokratiet - 6 mandater |
| Jakob Kortbæk                     | Socialdemokratiet - 6 mandater |
| Meiner Nørgaard                   | Dansk Folkeparti - 2 mandater  |
| Anette Svindborg                  | Dansk Folkeparti - 2 mandater  |
| Ellen Philipsen Dahl              | Demokratisk Balance - 1 mandat |

| Navn             | Skiftet fra       | Skiftet til      | Dato             |
| ---------------- | ----------------- | ---------------- | ---------------- |
| Jette Jepsen     | Venstre           | Radikale Venstre | 3. juli 2019     |
| Viggo Vangsgaard | Socialdemokratiet | Løsgænger        | 6. november 2019 |
| Viggo Vangsgaard | Løsgænger         | SF               | 9. juni 2020     |

### Borgmestre
| Navn                  | Parti                       | Periode                            |
| --------------------- | --------------------------- | ---------------------------------- |
| Carl H. Christensen   | Venstre                     | 1. april 1970 - 31. december 1981  |
| Knud Erik Jensen      | Venstre                     | 1. januar 1982 - 31. december 1989 |
| Knud Aage Larsen      | Det Konservative Folkeparti | 1. januar 1990 - 31. december 1997 |
| Egon Pleidrup Poulsen | Socialdemokratiet           | 1. januar 1998 - 31. december 2009 |
| Lauge Larsen          | Socialdemokratiet           | 1. januar 2010 - 31. december 2013 |
| Hans Ejner Bertelsen  | Venstre                     | 1. januar 2014 -                   |